# Pfalzgrafenweiler
Pfalzgrafenweiler est une commune d'Allemagne, située dans l'arrondissement de Freudenstadt et le Land de Bade-Wurtemberg.

## Géographie
Pfalzgrafenweiler est une station thermale et climatique, située au nord de la Forêt-Noire à une altitude comprise entre 620 et 670 m.

## Histoire
La première mention de Pfalzgrafenweiler dans un document officiel date de 1165, lors de la destruction de son château.
Elle a appartenu aux comtes palatins de Tübingen.
Le 24 avril 1798, la presque totalité de la commune a été détruite par un incendie.

## Administration
Administrativement, Pfalzgrafenweiler est composée des localités suivantes :
- Bösingen, intégrée le 1er janvier 1975
- Durrweiler, intégrée le 1er janvier 1975
- Edelweiler, intégrée le 1er janvier 1972
- Herzogsweiler, intégrée le 1er janvier 1975
- Kälberbronn, intégrée le 1er janvier 1975
- Neu-Nuifra, intégrée en 1951

La communauté d'administration Pfalzgrafenweiler est composée des communes de Pfalzgrafenweiler, Grömbach et Wörnersberg.

## Démographie
| 1912  | 2000  | 2005  |
| ----- | ----- | ----- |
| 1 200 | 6 802 | 7 057 |

## Jumelages
La commune est jumelée avec :
- La Loupe (France)